# Zakret
Zakret (lit. Vingis) – część Wilna, na Wilczej Łapie, na lewym brzegu Wilii; park.
W 1919 na Zakrecie założono Ogród Botaniczny Uniwersytetu Stefana Batorego.